# Campo Profundo Sur del Hubble

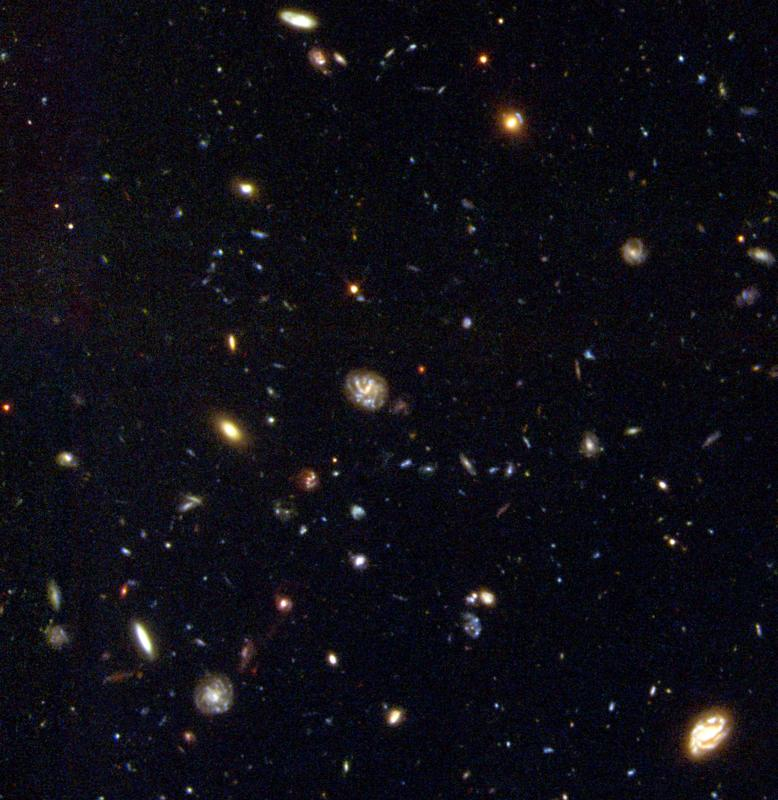
Campo Profundo Sur del Hubble. Crédito: NASA/ESA.

El Campo Profundo Sur del Hubble (en inglés: Hubble Deep Field South) es una composición de varios cientos de imágenes individuales tomadas usando la Wide Field and Planetary Camera 2 del telescopio espacial Hubble durante 10 días en septiembre y octubre de 1998. Siguió el gran éxito del original Campo Profundo del Hubble en facilitar el estudio de galaxias extremamente distantes en estados tempranos de su evolución.
- Datos: Q1117262
- Multimedia: Hubble Deep Field South / Q1117262